# Eremiaspis balachowskyi
Eremiaspis balachowskyi är en insektsart som först beskrevs av Charles E. Rungs 1936.  Eremiaspis balachowskyi ingår i släktet Eremiaspis och familjen pansarsköldlöss.
Artens utbredningsområde är Marocko. Inga underarter finns listade i Catalogue of Life.